# Lo sciopero delle mogli (film 1931)
Lo sciopero delle mogli (Politics) è un film del 1931, diretto da Charles Reisner.